# Sphaeroidinellinae
Sphaeroidinellinae es una subfamilia de foraminíferos planctónicos de la familia Sphaeroidinellidae, de la superfamilia Globigerinoidea, del suborden Globigerinina y del orden Globigerinida.  Su rango cronoestratigráfico abarca desde el Burdigaliense (Mioceno inferior) hasta la Actualidad.

## Discusión
Clasificaciones previas incluían los taxones de Sphaeroidinellinae en la subfamilia Globigerininae de la Familia Globigerinidae.

## Clasificación
Sphaeroidinellinae incluye a los siguientes géneros:
- Prosphaeroidinella
- Sphaeroidinella
- Sphaeroidinellopsis